# Un agent très secret
Un agent très secret (Now and Again) est une série télévisée américaine en 22 épisodes de 45 minutes, créée par Glenn Gordon Caron et diffusée entre le 24 septembre 1999 et le 5 mai 2000 sur le réseau CBS.
En France, la série a été diffusée du 8 octobre 2000 au 25 mars 2001 sur France 2 puis rediffusée début 2008 sur NT1.

## Synopsis
Michael Wiseman, employé d'une compagnie d'assurance à New York, est accidentellement écrasé par un métro. Lorsqu'il se réveille, il découvre que le gouvernement a transplanté son cerveau dans le corps, fabriqué de toutes pièces, d'un homme de 26 ans. Le médecin à l'origine de cette expérience lui annonce qu'il est officiellement mort, qu'il appartient désormais au gouvernement et qu'on attend de lui qu'il devienne un super agent secret. Il lui est interdit de revoir son épouse et sa fille, sous peine d'être éliminé. Mais Michael n'a qu'une idée en tête : rejoindre sa famille...

## Distribution

### Acteurs principaux
- John Goodman (VF : Jacques Frantz) : Michael Wiseman (épisode pilote) puis Eric Close (VF : Guillaume Lebon) : Michael Wiseman
- Dennis Haysbert (VF : Jean-Paul Pitolin) : Dr Theodore Morris
- Margaret Colin (VF : Dominique Westberg) : Lisa Wiseman
- Heather Matarazzo (VF : Chantal Macé) : Heather Wiseman
- Gerrit Graham (VF : Henri Courseaux) : Roger Bender

### Acteurs récurrents et secondaires
- Chip Zien (VF : Olivier Destrez) : Gerald Misenbach
- Chad Lowe (VF : Didier Cherbuy) : Craig Spence
- Kim Chan (en) (VF : Raoul Guillet) : The Eggman
- Christine Baranski : Ruth Bender
- Timothy Devlin : Special Agent #1
- Reiko Aylesworth (VF : Marine Jolivet) : Dr Taylor

- Version française
  - Société de doublage : Studio SOFI[1]
  - Direction artistique : Philippe Chatriot et Joël Martineau[1]
  - Adaptation des dialogues : Louis Garnier et Pierre Pauffin[1]

Source VF : Doublage Séries Database

## Épisodes
1. Quant tout a commencé (Pilot)
2. La Vie continue (On the Town)
3. Hautement toxique (Over Easy)
4. Une question de prix (One for the Money)
5. Un petit miracle (The Insurance Man Always Rings Twice)
6. Sans peur (Nothing to Fear, but Nothing to Fear)
7. Un ange à la fenêtre (A Girl's Life)
8. Le Bon, la dinde et les truands (Pulp Turkey)
9. Clair de Lune (By the Light of the Moon)
10. S'acheter sa vie (I've Grown Accustomed to His Face)
11. Le Feu et la glace (Fire and Ice)
12. Combustions (Disco Inferno)
13. Le Plus Grand (I am the Greatest)
14. Quinze minutes de liberté (Film at Eleven)
15. Un petit air familier (Deep in My Heart is a Song)
16. Tout le monde et personne (Everybody Who's Anybody)
17. Super-héros (Boy Wonder)
18. Salut ténèbres, vieilles comparses (Lizzard's Tale)
19. Plus un mot (There Are No Words)
20. Petites bébêtes et vilains messieurs [1/2] (The Bugmeister [1/2])
21. Petites bébêtes et vilains messieurs [2/2] (The Bugmeister, Part Bee [2/2])
22. Le Retour de l'œuf (The Eggman Cometh)